# Liste der Monuments historiques in Le Vieil-Dampierre
Die Liste der Monuments historiques in Le Vieil-Dampierre führt die Monuments historiques in der französischen Gemeinde Le Vieil-Dampierre auf.

## Liste der Immobilien
| Bezeichnung    | Beschreibung    | Standort                  | Kennzeichnung | Schutzstatus | Datum | Bild |
| -------------- | --------------- | ------------------------- | ------------- | ------------ | ----- | ---- |
| Zwei Burghügel | mittelalterlich | nördlich des Ortes (Lage) | PA00078892    | Inscrit      | 1937  |      |

## Liste der Objekte
| Bezeichnung               | Beschreibung                          | Standort                                  | Kennzeichnung | Schutzstatus | Datum | Bild |
| ------------------------- | ------------------------------------- | ----------------------------------------- | ------------- | ------------ | ----- | ---- |
| Skulptur Madonna mit Kind | Holz, farbig gefasst, 18. Jahrhundert | in der Kirche St-Pierre-et-St-Paul (Lage) | PM51002205    | Inscrit      | 1974  |      |
| Skulptur Petrus           | Holz, farbig gefasst, 17. Jahrhundert | in der Kirche St-Pierre-et-St-Paul (Lage) | PM51002204    | Inscrit      | 1974  |      |